# Pasquale Tridico
Pasquale Tridico (Scala Coeli, 21 settembre 1975) è un economista e politico italiano,  presidente dell'Istituto nazionale della previdenza sociale dal 2019 al 2023 ed europarlamentare dal 2024.

## Biografia
Nato a Scala Coeli (Cosenza), ha frequentato il liceo scientifico Stefano Patrizi di Cariati (Cosenza) e in seguito ha proseguito gli studi a Roma, dove nel 2000 si è laureato in scienze politiche e relazioni internazionali all'Università "La Sapienza", e nel 2004 ha completato il dottorato in economia presso l'Università Roma Tre.

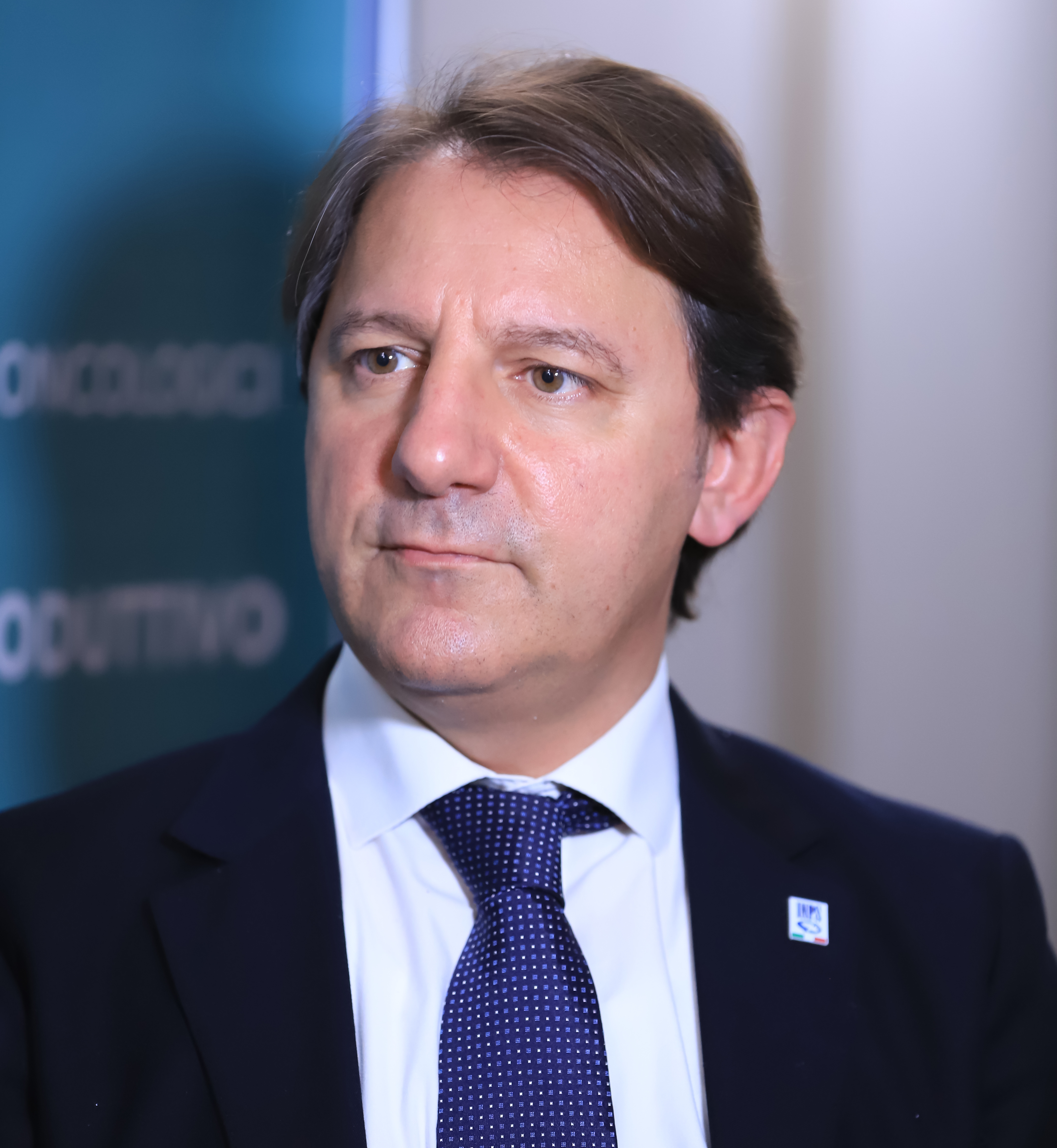
Tridico nel 2022, durante il proprio incarico da presidente dell'INPS

Nel 2001 ha conseguito un master in economia e relazioni internazionali. Trasferitosi nel Regno Unito, nel 2002-2003 ha seguito un altro master in economia dell'Unione europea a Brighton. Dopo il dottorato acquisito nel 2004 in economia, ha avuto un assegno di ricerca (2005-08) ed ha svolto numerose ricerche in Italia e all'estero, iniziando ad esercitare la professione di docente. Nel 2008 ha superato il concorso da ricercatore in economia politica. Tra il 2003 e il 2010 ha insegnato economia dell'Unione europea presso l'Università "La Sapienza" di Roma e dal 2005 al 2009 in diversi corsi a contratto presso l'Università Roma Tre.
Durante il dottorato in economia politica (coordinatore prof. P. Garegnani) ha vinto la borsa di ricerca "Marie Curie" dell'UE presso l'Università del Sussex e presso l'Università di Varsavia. Durante i tre anni di post-dottorato, ha svolto attività di ricerca in diverse università europee: Trinity College di Dublino, Università di Newcastle, Università di Lancaster.
Vincitore della borsa di studio Fulbright nel 2010-2011, ha svolto attività di ricerca anche negli Stati Uniti presso l'Università di New York e l'Università della California, Los Angeles (UCLA). Ha inoltre effettuato periodi di studio e di insegnamento in diverse università europee. Coordina presso l'Università Roma Tre una summer school annuale dedicata agli studenti di dottorato di tutta Europa. È stato segretario generale, eletto dal 2012 al 2019, dell'associazione accademica European Association for Evolutionary Political Economy (EAEPE).
Dal 2019 è professore ordinario di politica economica e docente di economia del lavoro presso il dipartimento di economia dell'Università Roma Tre, dove è anche direttore del centro di ricerca di eccellenza Jean Monnet Labour, Welfare and Social Rights, titolare della cattedra Jean Monnet dell'Unione europea in Economic Growth and Welfare Systems, e coordinatore del corso di laurea magistrale in mercato del lavoro, relazioni industriali e sistemi di welfare. È stato direttore del master “Human Development and Food Security” dal 2013 al settembre 2018.
I temi di ricerca di Tridico includono l'economia del lavoro, le disuguaglianze di reddito, i sistemi di welfare, la politica economica italiana ed europea, la transizione dei paesi ex comunisti e l'integrazione europea, lo sviluppo economico e le crisi finanziarie. Su questi temi e in particolare sul nesso tra disuguaglianza, finanziarizzazione e scarsa crescita ha contribuito con diversi contribuiti di approccio keynesiano (cfr. Opere). È autore, tra le altre opere, di Economia del Lavoro. Analisi Macroeconomica, evidenze empiriche e politiche del lavoro (Mondadori Università, 2019), un manuale di economia del lavoro pluralista e non main stream, e di una monografia in inglese dal titolo Inequality in Financial Capitalism (Routledge, 2017), in cui emergono i nessi tra disuguaglianza e crisi economica. In merito a tali tematiche ha fornito contributi ai lavori del parlamento italiano intervenendo in audizioni e convegni e, dal giugno 2018 al febbraio 2019, è stato consigliere economico presso il ministero del Lavoro e delle Politiche Sociali.
Nel marzo 2018, prima delle elezioni politiche nazionali in Italia, viene indicato come possibile Ministro del lavoro in caso di vittoria elettorale del Movimento 5 Stelle. Successivamente, con il decreto legge del 14 marzo 2019, il governo Conte I lo designa come presidente dell'INPS e lo nomina commissario, incarico che assume ufficialmente il 22 maggio dello stesso anno con Decreto del Presidente della Repubblica Sergio Mattarella. Mantiene l'incarico fino al 23 maggio 2023.
L'11 dicembre 2023 viene eletto coordinatore del Comitato per la formazione e l'aggiornamento del Movimento 5 Stelle. Dal 19 gennaio 2023 inizia la collaborazione come editorialista del quotidiano La Repubblica. 

### Europarlamentare
Il 7 febbraio 2024, il presidente del M5S, Giuseppe Conte, annuncia la candidatura di Tridico come capolista del partito nella circoscrizione Sud in vista delle elezioni europee di giugno. Tridico viene quindi eletto europarlamentare, con 119.071 preferenze.
Il 23 luglio dello stesso anno, viene eletto presidente della Sottocommissione per le questioni fiscali della Commissione per i problemi economici e monetari del Parlamento europeo.

## Opere
- Economia del lavoro. Analisi macroeconomica, evidenze empiriche e politiche del lavoro (Mondadori Università, gennaio 2019)
- Inequality in Financial Capitalism (Routledge, 2017)
- When Melius Abundare Is No Longer True: Excessive Financialization and Inequality as Drivers of Stagnation. Review of Political Economy, 2020 (con R. Pariboni e W. Paternesi Meloni)
- Welfare models and demand-led growth regimes before and after the financial and economic crisis. Review of International Political Economy, 2020 (con E. Hein e W. Paternesi Meloni)
- Structural change, institutions and the dynamics of labor productivity in Europe. Journal of Evolutionary Economics, 2019 (con R. Pariboni)
- Labour share decline, financialisation and structural change. Cambridge Journal of Economics, 2019 (con R. Pariboni)
- Economic growth, welfare models and inequality in the context of globalisation. Economic and Labour Relations Review, 2018 (con W. Paternesi Meloni)
- The determinant of inequality in OECD countries. Cambridge Journal of Economics, 2017
- Inequality, financialization, and economic decline. Journal of Post-Keynesian Economics, 2017 (con R. Pariboni)
- From economic decline to the current crisis in Italy. International Review of Applied Economics, 2015.
- Produttività, contrattazione e salario di risultato: un confronto tra l’Italia e il resto d’Europa. Economia e Lavoro, 2014.
- The impact of the economic crisis on EU labour markets: a comparative perspective. International Labour Review, 2013
- Financial crisis and global imbalances: its labour market origins and the aftermath. Cambridge Journal of Economics, 2012
- The stage of development among former communist economies: Social capital, the middle class and democracy. The Journal of Socio-Economics, 2011
- Institutions, Human Development and Economic Growth in Transition Economies. (Palgrave Macmillan, 2011)
- Lavoro e Impresa Cooperativa in Italia. Diversità, ruolo economico, relazioni industriali, sfide future (con A. Bernardi e T. Treu), Passigli Editore, Firenze 2011
- (EN) Pasquale Tridico, Growth, Inequality and Poverty in Emerging and Transition Economies (PDF), in Transition Studies Review, vol. 16, n. 4, febbraio 2010,  pp. 979-1001, DOI:10.1007/s11300-009-0116-8, ISSN 1614-4007 (WC · ACNP), OCLC 8092938509. URL consultato il 9 dicembre 2019 (archiviato il 9 dicembre 2019).
- “Knowledge-based economy and social exclusion: shadows and lights in the Roman socio-economic model”. International Journal of Urban and Regional Research, 35 (6) pp. 1212–38, 2011 (con Pasquale De Muro e Salvatore Monni)
- “Institutions, Human Development and Economic Growth in transition Economies”, European Journal of Development Research, vol. 19, No.4, 2007.
- Pasquale Tridico, Institutional Change and Governance Indexes in Transition Economies: the case of Poland, in The European Journal of Comparative Economics, 3, n. 2, 2006,  pp. 197-238, ISSN 1824-2979 (WC · ACNP), OCLC 7179477655. URL consultato il 9 dicembre 2019 (archiviato il 9 dicembre 2019). Ospitato su archive.is.